# Sepon
Der Sepon  (Vietnamesisch: Sông Xê Pôn, Lao: ເຊໂປນ Xépôn) ist ein kleiner Fluss in Laos und Vietnam. Nahe der vietnamesischen Ortschaft Lao Bảo in der Provinz Quảng Trị bildet er die Grenze zwischen den beiden Staaten. Er entspringt nahe der Grenze in der laotischen Provinz Salavan und mündet bei der Stadt Xépôn in der Provinz Savannakhet in den Xebanghiang, einen Nebenfluss des Mekong.
Der Sepon besitzt eine ungefähre Tiefe von 1 Meter, seine Breite beträgt bis zu 100 Meter.